# 開明 (一宮市)
開明（かいめい）は、愛知県一宮市の地名。

## 地理

### 河川・池沼
- 野府川

### 交通
- 名鉄尾西線開明駅
- 東海北陸自動車道尾西インターチェンジ
- 愛知県道146号奥音羽線
- 愛知県道148号萩原三条北方線
- 愛知県道147号西萩原北方線
- 愛知県道18号大垣一宮線

### 施設
- 一宮西病院
- 円光寺
- 一宮市立開明小学校
- 興和冷蔵 中部物流センター
- 愛知県立木曽川高等学校
- 一宮市立尾西第三中学校

### 字一覧
- 愛宕北（あたごきた）[WEB 6]
- 乾土（いぬいど）[WEB 6]
- 杁先（いりさき）[WEB 6]
- 杁西郭（いりにしくるわ）[WEB 6]
- 杁東郭（いりひがしくるわ）[WEB 6]
- 内沼（うちぬま）[WEB 6]
- 馬保里（うまほり）[WEB 6]
- 雲閑寺郭（うんかんじくるわ）[WEB 6]
- 大橋北（おおはしきた）[WEB 6]
- 大橋西（おおはしにし）[WEB 6]
- 会所郭（かいしよくるわ）[WEB 6]
- 苅安賀道（かりやすかみち）[WEB 6]
- 蒲原（がまはら）[WEB 6]
- 北小憧（きたおばた）[WEB 6]
- 北葭野（きたかやの）[WEB 6]
- 北釈迦堂（きたしやかどう）[WEB 6]
- 北新田（きたしんでん）[WEB 6]
- 北瀬古（きたせこ）[WEB 6]
- 北西沼（きたにしぬま）[WEB 6]
- 北屋敷（きたやしき）[WEB 6]
- 絹屋田（きぬやだ）[WEB 6]
- 教堂池（きようどういけ）[WEB 6]
- 小原道北（こばらみちきた）[WEB 6]
- 小原道東（こばらみちひがし）[WEB 6]
- 郷中（ごうなか）[WEB 6]
- 郷東（ごうひがし）[WEB 6]
- 三味北（さみきた）[WEB 6]
- 三味郭（さみくるわ）[WEB 6]
- 下上免（しもじようめん）[WEB 6]
- 菖蒲田（しようぶだ）[WEB 6]
- 城堀（しろぼり）[WEB 6]
- 新田郷（しんでんごう）[WEB 6]
- 新田沼（しんでんぬま）[WEB 6]
- 神明郭（しんめいくるわ）[WEB 6]
- 洗心（せんしん）[WEB 6]
- 出屋敷（でやしき）[WEB 6]
- 樋西（といにし）[WEB 6]
- 飛山流（とびやまながれ）[WEB 6]
- 中屋敷（なかやしき）[WEB 6]
- 流（ながれ）[WEB 6]
- 名古羅（なごら）[WEB 6]
- 西池田（にしいけだ）[WEB 6]
- 西石亀（にしいしかめ）[WEB 6]
- 西上免（にしじようめん）[WEB 6]
- 西出（にしで）[WEB 6]
- 西屋敷（にしやしき）[WEB 6]
- 墓所北（はかしよきた）[WEB 6]
- 畑添（はたぞえ）[WEB 6]
- 東石亀（ひがしいしかめ）[WEB 6]
- 東神戸田（ひがしかんべた）[WEB 6]
- 東新規道（ひがししんきみち）[WEB 6]
- 東沼（ひがしぬま）[WEB 6]
- 東向野（ひがしむかいの）[WEB 6]
- 東屋敷（ひがしやしき）[WEB 6]
- 平（ひら）[WEB 6]
- 前脇（まえわき）[WEB 6]
- 桝井戸（ますいど）[WEB 6]
- 廻池郭（まわりいけくるわ）[WEB 6]
- 南井保里（みなみいほり）[WEB 6]
- 南新田（みなみしんでん）[WEB 6]
- 南瀬古（みなみせこ）[WEB 6]
- 宮西（みやにし）[WEB 6]
- 村上（むらかみ）[WEB 6]
- 柳苗代（やなぎなわしろ）[WEB 6]
- 山塚（やまつか）[WEB 6]

## 歴史

### 沿革
- 1878年（明治11年） - 中島郡野府村・小原新田村が合併し、同郡開明村が成立[1]。
- 1889年（明治22年） - 中島郡開明村が同郡宮後村と合併し、同郡開明村大字開明となる[1]。
- 1898年（明治31年） - 開明村大字宮後が神戸村に編入されたことにより、開明村は大字がなくなる[1]。
- 1906年（明治39年） - 合併に伴い、今伊勢村大字開明となる[1]。
- 1941年（昭和16年） - 今伊勢町大字開明となる[1]。
- 1955年（昭和30年） - 尾西市大字開明となる[1]。

### 人口の変遷
国勢調査による人口および世帯数の推移。
| 1995年（平成7年）  | 3186世帯 10553人 |  |
| 2000年（平成12年） | 3526世帯 11059人 |  |
| 2005年（平成17年） | 3709世帯 11135人 |  |
| 2010年（平成22年） | 3962世帯 11239人 |  |
| 2015年（平成27年） | 4089世帯 11288人 |  |
| 2020年（令和2年）  | 4422世帯 11410人 |  |

### WEB
1. ↑  “愛知県一宮市の町丁・字一覧”.   人口統計ラボ. 2024年4月20日閲覧。
2. 1 2  総務省統計局 (2022年2月10日). “令和2年国勢調査の調査結果(e-Stat) - 男女別人口，外国人人口及び世帯数－町丁・字等” (CSV). 2023年8月2日閲覧。
3. ↑  “読み仮名データの促音・拗音を小書きで表記するもの(zip形式) 愛知県” (zip).   日本郵便 (2024年2月29日). 2024年3月26日閲覧。
4. ↑  “市外局番の一覧” (PDF).   総務省 (2022年3月1日). 2022年3月22日閲覧。
5. ↑  “ナンバープレートについて”.   一般社団法人愛知県自動車会議所. 2024年1月21日閲覧。
6. 1 2 3 4 5 6 7 8 9 10 11 12 13 14 15 16 17 18 19 20 21 22 23 24 25 26 27 28 29 30 31 32 33 34 35 36 37 38 39 40 41 42 43 44 45 46 47 48 49 50 51 52 53 54 55 56 57 58 59 60 61 62 63 64 65  “愛知県一宮市開明の住所一覧”.   ゼンリン. 2024年9月1日閲覧。
7. ↑  総務省統計局 (2014年3月28日). “平成7年国勢調査の調査結果(e-Stat) - 男女別人口及び世帯数 －町丁・字等” (CSV). 2021年7月20日閲覧。
8. ↑  総務省統計局 (2014年5月30日). “平成12年国勢調査の調査結果(e-Stat) - 男女別人口及び世帯数 －町丁・字等” (CSV). 2021年7月20日閲覧。
9. ↑  総務省統計局 (2014年6月27日). “平成17年国勢調査の調査結果(e-Stat) - 男女別人口及び世帯数 －町丁・字等” (CSV). 2021年7月21日閲覧。
10. ↑  総務省統計局 (2012年1月20日). “平成22年国勢調査の調査結果(e-Stat) - 男女別人口及び世帯数 －町丁・字等” (CSV). 2021年7月21日閲覧。
11. ↑  総務省統計局 (2017年1月27日). “平成27年国勢調査の調査結果(e-Stat) - 男女別人口及び世帯数 －町丁・字等” (CSV). 2021年7月21日閲覧。

### 書籍
1. 1 2 3 4 5 6  「角川日本地名大辞典」編纂委員会 1989, p. 361.